# Mon Mata
Mon Mata is een bestuurslaag in het regentschap Aceh Besar van de provincie Atjeh, Indonesië. Mon Mata telt 504 inwoners (volkstelling 2010).